# 乔治·布莱尼
乔治·R·布莱尼（英語：George R. Blaney，1939年11月12日—），美国NBA联盟职业篮球运动员。他在1961年的NBA选秀中第4轮第33顺位被纽约尼克斯选中。